# Площадь Амилкара Кабрала
Площадь Ами́лкара Кабра́ла — площадь в Восточном административном округе города Москвы на территории района Вешняки. Площадь расположена на пересечении улиц Вешняковской и Молдагуловой.

## Происхождение названия
Названа 16 января 1974 года в честь Амилкара Кабрала (1924—1973) — лидера национально-освободительного движения Гвинеи-Бисау и островов Зелёного Мыса, убитого 20 января 1973 года.

## Транспорт
Недалеко от площади расположены остановки «Площадь Амилкара Кабрала»:
- На Вешняковской улице: автобусы 79, 232, 247, 314, 409, 502, 602, с613, 706, 722, 772, 747, 787, 884, т30, т64
- На улице Молдагуловой: автобусы 79, 197, 285, 314, 502, 602, с613, 697, 722, 747, 772, 787

Ближайшая станция метро —  Выхино. Ближайшая железнодорожная станция —  Выхино.